# Rodamina B

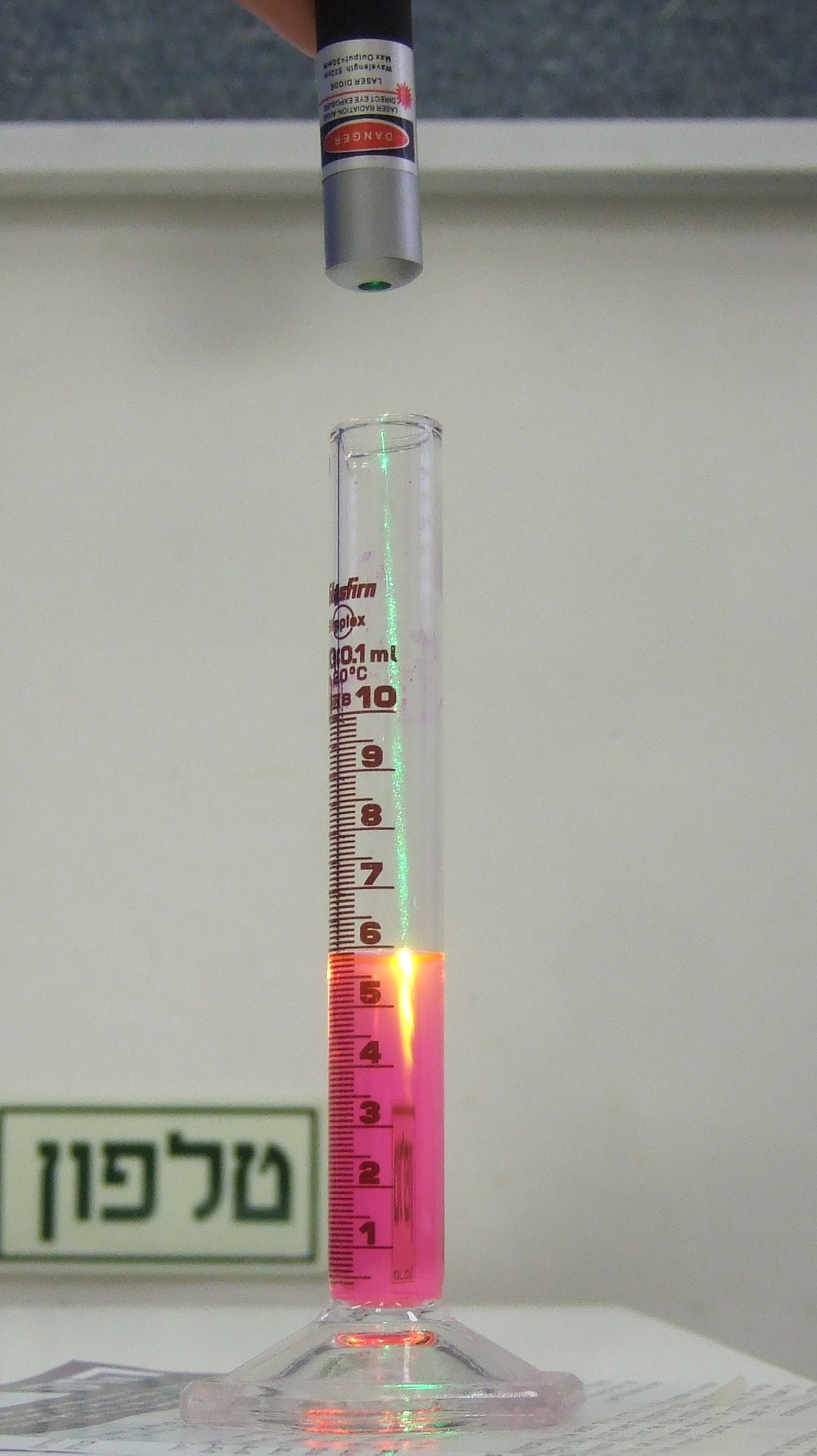
Um exemplo da lei de Beer-Lambert: Um feixe de laser verde iluminando uma solução de rodamina 6B; o feixe torna-se mais fraco, na medida que viaja através da solução de corante.

Rodamina B denominação genérica para a família de compostos orgânicos chamados fluoronas.  É um composto químico orgânico e um corante. É usado frequentemente como um corante traçante em água para determinar a taxa e direção de fluxos e transportes. Corantes rodamina apresentam fluorescência e pode assim ser detectados facilmente e a baixo custo com instrumentos chamados fluorômetros Corantes rodamina são utilizados extensivamente em aplicações de biotecnologia, tais como microscópio de fluorescência, citometria de fluxo, espectroscopia de correlação de fluorescência e ELISA.
Rodamina B é usada em biologia como um corante fluorescente em técnicas de coloração, algumas vezes em combinação com auramina O, como o corante auramina-rodamina para demonstrar ácido-álcool resistência de organismos, notadamente Mycobacterium.
Rodamina B é excitável em torno 610 nm quando usada como um corante laser. Sua luminescência de rendimento quântico é 0,65 em etanol básico, 0,49 em etanol, 1,0 , e 0,68 em etanol a 94%. O rendimento de fluorescência é dependente da temperatura.

## Solubilidade

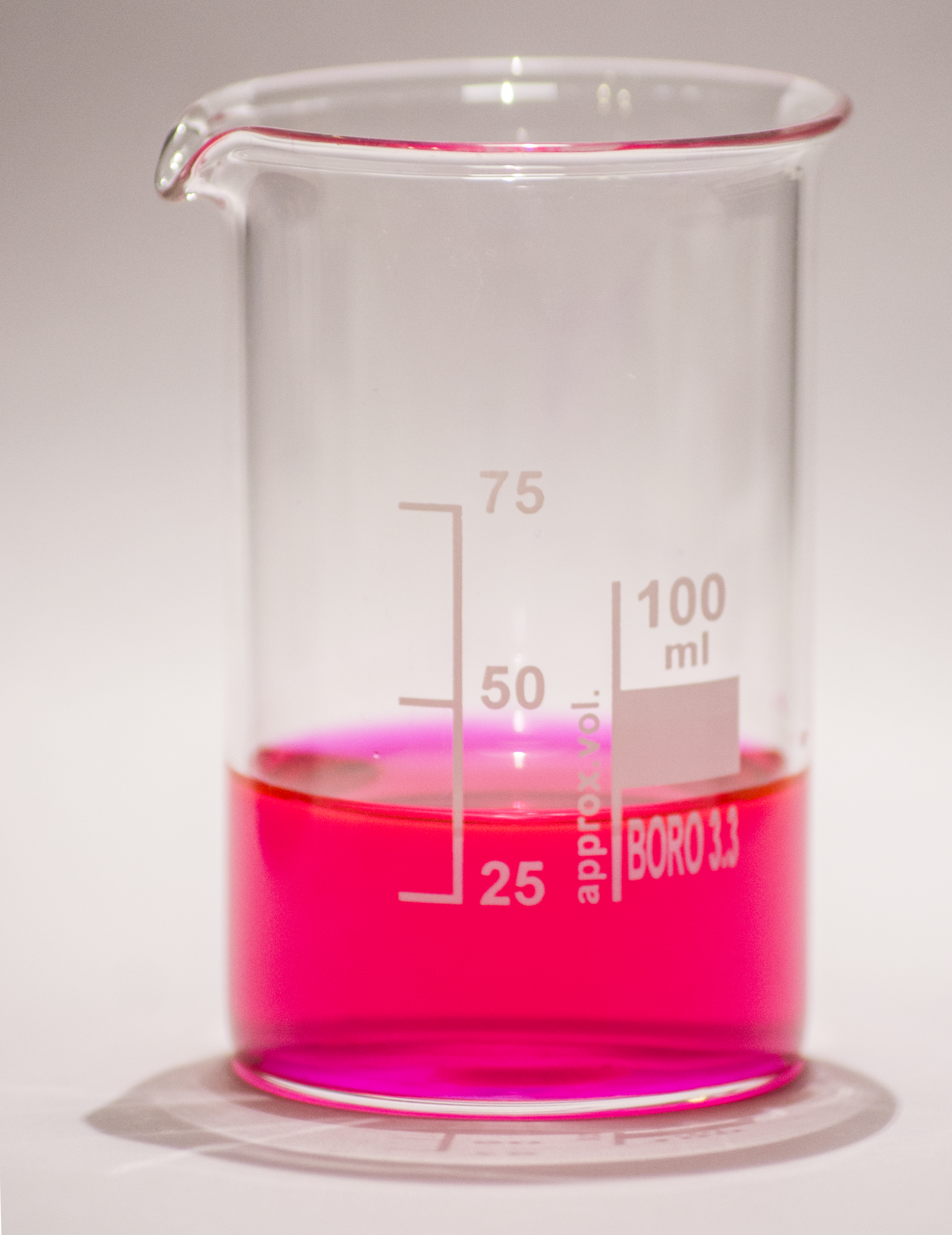
Solução de rodamina B em água.

A solubilidade da rodamina B em água é ~15 g/L. Entretanto, a solubilidade em  solução de ácido acético (30 vol.%) é ~400 g/L.
É muito solúvel em etanol (70 mg/ml), levemente solúvel em acetona levemente solúvel em soluções de ácido clorídrico e de hidróxido de sódio. Solúvel em metilcelosolve. É solúvel em benzeno. Não é solúvel em tolueno nem em cicloexano.
A forma básica (C28H30N2O3, número CAS 509-34-2) é solúvel em metanol, clorofórmio e DMF e é insolúvel em água.
Água de torneira clorada decompõe soluções de rodamina B. Rodamina B é absorvida por plásticos, como o polietileno, e deve ser mantida em embalagens de vidro.
Em solução, apresenta-se em equilíbrio em diversas formas, mas principalmente a forma lactona e o cloridrato.

## Síntese
Rodamina B é obtido pela reação de dois moles de 3-dietilaminofenol com um mol de anidrido ftálico com a adição de ácido sulfúrico e ácido clorídrico sob aquecimento.

## Outros usos
Rodamina B tem sido testada para uso como um biomarcador em vacina oral contra a raiva para vida selvagem, tal como para guaxinins, para identificar animais que tenham ingerido a vacina por meio de uma isca. Rodamina é incorporada em vibrissas de dentes de animais.
É também frequentemente misturada com herbicidas para mostrar onde eles tenham sido aplicados.
Rodamina B (BV10) é misturada com magenta quinacridona (PR122) para produzir a aquarela rosa brilhante conhecida como Rosa Ópera.

## Segurança e saúde
São atribuídos a esse corante os seguintes riscos:
- Risco de sérios danos aos olhos.
- Possibilidade de efeitos cancerígenos.
- Nocivo em contacto com a pele e por ingestão.
- Tóxico para os organismos aquáticos, podendo causar efeitos nefastos a longo prazo no ambiente aquático.

Na Califórnia, rodamina B é suspeita de ser carcinogênica e portanto produtos que a contenham devem conter um aviso na sua embalagem.
Em Nova Jersey, arquivos MSDS estabelecem que evidências limitadas de carcinogenicidade em animais de laboratório, e nenhuma evidência em humanos.
São relatadas ações mutagênicas do corante rodamina B e 6G em Salmonella e em céculas ovarianas de Hamster.